# Serra Parima
A serra Parima é uma formação do relevo localizada no planalto das Guianas, na fronteira do Brasil com a Venezuela. Situa-se no extremo oeste de Roraima e trata-se de um maciço muito antigo.
O sistema Parima é dividido em dois maciços pelo alto rio Branco: o oriental, mais baixo, com as serras de Tumucumaque e Acaraí; e o ocidental, que apresenta os pontos mais altos do relevo brasileiro, como o pico da Neblina, com 3.014m e o Trinta e Um de Março, com 2.992m.
A maioria dos rios que banham a região pertence às bacias fluviais do Amazonas e do Orinoco. A formação acidentada do relevo proporciona grandes saltos d'água.
A vegetação é exuberante e sua mais importante formação é a da selva equatorial da Amazônia. A fauna é típica do norte brasileiro, com antas, tamanduás, tatus e onças-pardas.